# Мас, Дирк
Дирк Мас (Маас) (нидерл. Dirk Maas; 12 сентября 1659, Харлем — 25 декабря 1717, там же) — голландский художник, живописец, гравёр Золотого века голландской живописи.
Обучался живописи в Харлеме сперва у Х. Моммерса, затем брал уроки у Николаса Берхема и впоследствии стал последователем учителя в изображении итальянского пейзажа.
Позже испытал влияние Яна ван Хухтенбурга. Жил и работал в Харлеме. С 1678 года — член гильдии Святого Луки а Харлеме, затем стал членом гильдии художников Confrérie Pictura в Гааге, позже жил в Лондоне.
В 1690 году сопровождал Вильгельма III Оранского и присутствовал при битва на реке Бойн. Будучи очевидцем сражения с армией свергнутого короля Якова II, написал картину об этом событии.
Писал преимущественно сцены из жизни военных, батальные и охотничьи сцены и пейзажи с фигурами.
Несколько произведений художника хранятся в Государственном Эрмитаже, а также в коллекциях ведущих европейских музеев.